# 아침놀
《아침놀: 도덕적 선입견에 대한 생각들》(독일어: Morgenröte – Gedanken über die moralischen Vorurteile)은 1881년 독일의 철학자인 프리드리히 니체가 쓴 책이다. 니체는 《이 사람을 보라》에서 《아침놀》에 대해 "도덕에 대한 나의 전투가 시작되었다"고 언급했다.

## 번역서
- 프리드리히 니체 (2004년 4월 5일). 《아침놀》. 번역 박찬국. 책세상. ISBN 9788970134345.
- 프리드리히 니체 (2007년 8월 1일). 〈아침놀〉. 《차라투스트라는 이렇게 말했다》. 번역 곽복록. 동서문화사. ISBN 9788949704104.
- 프리드리히 니체 (2022년 10월 25일). 《아침놀: 도덕적 선입견에 대한 생각들》. 번역 이동용. 세창출판사. ISBN 9791166841330.